# Diloxanida
A Diloxanida é um medicamento usado para tratar infecções causadas por ameba. Em locais onde a infecção é incomum, ela é usada como um tratamento de segunda linha após o uso de paromomicina quando uma pessoa não apresenta sintomas. Para os sintomáticos, ela é utilizada após o tratamento com metronidazol ou tinidazol. Trata-se de um medicamento de uso oral.
Geralmente possui efeitos colaterais leves, dentre eles flatulência, vômito e coceira. Durante a gravidez, é recomendado que a diloxanida seja tomada após o primeiro trimestre. É uma amebicida luminal que funciona apenas contra infecções intestinais.
A Diloxanida passou a ser usada em 1956. Ela citada na Lista de Medicamentos Essenciais da Organização Mundial de Saúde. Sua venda está indisponível na maioria dos países desenvolvidos desde 2012.